# Лав, Джермейн
Джермейн Лав Робертс (англ. Jermaine Love-Roberts; род. 27 марта 1989, Чикаго-Хайтс, штат Иллинойс, США) — американский профессиональный баскетболист, играющий на позиции атакующего защитника.

## Карьера
Во время учебы в школе «Рич Ист» Лав получил несколько наград в местной баскетбольной конференции. С 2008 по 2010 обучался в колледже «Прери Стэйт», затем перешел в Университет Иллинойса в Спрингфилде. На финальном году обучения Лав собрал среднюю статистику в 16,5 очка, 4,8 подбора и 1,7 передачи и вошел во вторую символическую пятерку конференции.
Профессиональная карьеру Лав начал в 2013 году в литовском клубе «Паланга». В 28 играх статистика Джермейна составила 15,4 очка, 5,1 подбора и 2,4 передачи.
В сентябре 2014 года Лав перешёл в «Перлас-МРУ». В матчах НБЛ Литвы Джермейн набирал в среднем 19,3 очка, 5,6 подбора, 2,8 передачи.
В августе 2015 года Лав подписал контракт с клубом из высшего литовского дивизиона — «Литкабелисом», где отметился статистикой в 8,2 очка, 7,9 передач и 2,3 подбора.
В августе 2016 года Лав стал игроком «Нявежиса».
Сезон 2017/2018 Лав провёл в «Трефл Сопот». В 23 матчах чемпионата Польши Джермейн набирал 13,6 очка, 3,3 подбора и 3,0 передачи.
В июле 2018 года Лав подписал контракт с «Холаргосом».
Сезон 2019/2020 Лав начинал в итальянской «Скалигера Верона», но в январе 2020 года перешёл в греческий «Колоссос». Завершал Джермейн этот сезон в израильском клубе «Хапоэль» (Холон).
С 2020 по 2022 годы Лав выступал за ПАОК.
В августе 2022 года Лав стал игроком «Нижнего Новгорода».
В составе команды Лав стал победителем Кубка России, а также был включён в символическую пятёрку «Финала четырёх» как «Лучший атакующий защитник».
19 февраля 2023 года Лав принял участие в «Матче всех звёзд» Единой лиги ВТБ, заменив в составе команды Old School Алексея Шведа, получившего травму. В этой игре Джермейн провёл на площадке 16 минут 14 секунд и набрал 12 очков, 4 передачи и 2 подбора.
22 марта 2023 года, в матче против ЦСКА (75:76), Лав обновил рекорд сезона 2022/2023 в Единой лиге ВТБ по результативности, набрав 34 очка. Джермейн реализовал 13 бросков из 20 с игры и 3 трёхочковых броска из 6. Также Лав совершил 2 подбора и 2 передачи при 33 баллах за эффективность действий.
Сезоне 2023/2024 Лав начинал в «Элан Шалон». В 15 матчах чемпионата Франции Джермейн набирал в среднем 9,5 очка, 1,8 передачи и 1,5 подбора.
В декабре 2023 года Лав перешёл в «Перистери».
В июле 2024 года Лав подписал контракт с «Бююкчекмедже».

## Достижения
- Обладатель Кубка России: 2022/2023